# Адаптация.
Вижте пояснителната страница за други значения на Адаптация.
„Адаптация.“ (на английски: Adaptation.) е американски филм от 2002 година, трагикомедия на режисьора Спайк Джоунз по сценарий на Чарли Кауфман, базиран на книгата на Сюзан Орлийн „Крадецът на орхидеи“.

## Актьорски състав
| Актьор         | Роля                           |
| Никълъс Кейдж  | Чарли Кауфман / Доналд Кауфман |
| Мерил Стрийп   | Сюзан Орлийн                   |
| Крис Купър     | Джон Ларош                     |
| Кара Сиймор    | Амелия Каван                   |
| Брайън Кокс    | Робърт Маккий                  |
| Тилда Суинтън  | Валъри Томас                   |
| Рон Ливингстън | Марти Боуен                    |
| Маги Джиленхол | Каролин Кънингам               |
| Джуди Гриър    | Алис                           |

## Награди и номинации
| Награда                              | Категория                                          | Номиниран(и)                         | Резултат  |
| ------------------------------------ | -------------------------------------------------- | ------------------------------------ | --------- |
| Награди на филмовата академия на САЩ | Най-добра мъжка роля                               | Никълъс Кейдж                        | номинация |
| Награди на филмовата академия на САЩ | Най-добра поддържаща мъжка роля                    | Крис Купър                           | награда   |
| Награди на филмовата академия на САЩ | Най-добра поддържаща женска роля                   | Мерил Стрийп                         | номинация |
| Награди на филмовата академия на САЩ | Най-добър адаптиран сценарий                       | Чарли Кауфман, Доналд Кауфман        | номинация |
| Награда на БАФТА                     | Най-добър актьор в главна роля                     | Никълъс Кейдж                        | номинация |
| Награда на БАФТА                     | Най-добър адаптиран сценарий                       | Чарли Кауфман, Доналд Кауфман        | награда   |
| Награда на БАФТА                     | Най-добър актьор в поддържаща роля                 | Крис Купър                           | номинация |
| Награда на БАФТА                     | Най-добра актриса в поддържаща роля                | Мерил Стрийп                         | номинация |
| Златен глобус                        | Най-добър актьор в мюзикъл или комедия             | Никълъс Кейдж                        | номинация |
| Златен глобус                        | Най-добър режисьор                                 | Спайк Джоунз                         | номинация |
| Златен глобус                        | Най-добър филм – мюзикъл или комедия               |                                      | номинация |
| Златен глобус                        | Най-добър сценарий                                 | Чарли Кауфман, Доналд Кауфман        | номинация |
| Златен глобус                        | Най-добър актьор в поддържаща роля                 | Крис Купър                           | награда   |
| Златен глобус                        | Най-добра актриса в поддържаща роля                | Мерил Стрийп                         | награда   |
| Сателит                              | Най-добър адаптиран сценарий                       | Чарли Кауфман, Доналд Кауфман        | награда   |
| Сателит                              | Най-добър филм – мюзикъл или комедия               | Най-добър филм – мюзикъл или комедия | номинация |
| Сателит                              | Най-добър филмов монтаж                            | Най-добър филмов монтаж              | номинация |
| Сателит                              | Най-добър актьор в мюзикъл или комедия             | Никълъс Кейдж                        | номинация |
| Сателит                              | Най-добър поддържащ актьор в мюзикъл или комедия   | Крис Купър                           | номинация |
| Сателит                              | Най-добра поддържаща актриса в мюзикъл или комедия | Мерил Стрийп                         | номинация |